# Teó d'Alexandria (segle IV)
Teó d'Alexandria (en llatí Theon, en grec Θέων) fou un metge grec nadiu d'Alexandria que va escriure una obra completa de medicina anomenada  Ἄνθρωπος, que vol dir "Home", en les que tracta les malalties sistemàticament començant pel cap i baixant fins als peus; l'obra també incloïa parts de farmàcia.
Foci li dona el títol d'arquiatre el que fa pensar que va viure després del segle ii quan ja estava en vigor aquest títol, considerant que Galè no l'esmenta. Podria ser el mateix Teó del que Aeci en menciona algunes receptes, i que per tant hauria viscut abans del segle vi. Albrecht von Haller el situa en el regnat de Teodosi el Gran, al segle iv, cosa plausible.